# سانتياغو دينيا
سانتياغو دينيا (بالإسبانية: Santiago Denia Sánchez)‏ (9 مارس 1974 البسيط إسبانيا - ) هو لاعب كرة قدم إسباني، شارك في الألعاب الأولمبية الصيفية 1996.

## روابط خارجية
- سانتياغو دينيا على موقع الاتحاد الدولي (مؤرشف)  (الإنجليزية)
- سانتياغو دينيا على موقع قاعدة بيانات كرة القدم.إي يو (الإنجليزية)
- سانتياغو دينيا على موقع ناشيونال فوتبول تيمز (الإنجليزية)
- سانتياغو دينيا على موقع أوليمبيديا (الإنجليزية)